# La Solitude du coureur de fond (nouvelle)
Pour les articles homonymes, voir La Solitude du coureur de fond.
La Solitude du coureur de fond (The Loneliness of the Long Distance Runner) est une nouvelle de l'écrivain britannique Alan Sillitoe, parue en 1959, dans un recueil de nouvelles du même nom qui comporte plusieurs autres nouvelles, toutes imprégnées du même réalisme social et sont situées dans la Grande Bretagne ouvrière de l'immédiat après-guerre. Les nouvelles sont toutes rédigées à la première personne et  décrivent la transformation d'un individu face à son destin.

## Résumé
Le jeune héros est issu des classes populaires et a été interné dans une maison de correction (en anglais borstal) à la suite d'un vol qu'il a d'abord nié, mais qu'il lui a ensuite fallu assumer. Il profite d'un programme de réhabilitation, qui consiste à lui faire gagner une course d'endurance, sur laquelle le directeur de la prison mise beaucoup. Le héros bénéficie ainsi de certains assouplissements dans sa détention. Il peut notamment s'échapper quelques instants le  matin de la prison pour aller s'entraîner seul dans la froide campagne.
Comme il n'est pas sans talent, on lui fait miroiter une possible carrière professionnelle. Que va-t-il choisir de faire ?

## Adaptation cinématographique
La Solitude du coureur de fond est la base du scénario du film homonyme de Tony Richardson en 1962. 